# Ciudad Frontera
Ciudad Frontera är en ort i Mexiko.   Den ligger i kommunen Frontera och delstaten Coahuila, i den centrala delen av landet, 900 km norr om huvudstaden Mexico City. Ciudad Frontera ligger 592 meter över havet och antalet invånare är 64 976.
Terrängen runt Ciudad Frontera är platt åt nordväst, men åt sydost är den kuperad. Terrängen runt Ciudad Frontera sluttar norrut. Runt Ciudad Frontera är det ganska tätbefolkat, med 56 invånare per kvadratkilometer. Närmaste större samhälle är Monclova, 3,9 km sydost om Ciudad Frontera. Omgivningarna runt Ciudad Frontera är i huvudsak ett öppet busklandskap.